# Америчка Девичанска Острва на Светском првенству у атлетици у дворани 1995.
Америчка Девичанска Острва су учествовала на 5. Светском првенству у атлетици у дворани 1995. одржаном у Барселони од 10. до 12. марта. То је било четврто светско првенство у дворани на којем су учествовала. Репрезентацију је представљао један атлетичар који се такмичио у трци на 200 метара.
Такмичар Америчких Девичанских Острва није освојио ниједну медаљу, али је поставио нови лични рекорд.

## Учесници
Мушкарци:
- Кил Смит — 200 метара

## Резултати

### Мушкарци
| Атлетичар | Дисциплина | Лични рекорд | Квалификације | Квалификације | Полуфинале            | Полуфинале            | Финале                | Финале       | Детаљи |
| Атлетичар | Дисциплина | Лични рекорд | Резултат      | Место         | Резултат              | Место                 | Резултат              | Место        | Детаљи |
| --------- | ---------- | ------------ | ------------- | ------------- | --------------------- | --------------------- | --------------------- | ------------ | ------ |
| Кит Смит  | 200 м      |              | 21,81 ЛР      | 4. у гр. 3    | Није се квалификовала | Није се квалификовала | Није се квалификовала | 20 / 29 (31) |        |